# RHESSI
Reuven Ramaty High Energy Solar Spectroscopic Imager (RHESSI, первинно High Energy Solar Spectroscopic Imager або HESSI або Explorer 81 — космічна обсерваторія НАСА вивчення сонячних спалахів. Це була шоста місія програми Small Explorer (SMEX), обрана для запусків у жовтні 1997 і запущена 5 лютого 2002 в 20:58:12 UTC .

## Місія
Головне призначення космічної обсерваторії — фотографування високоенергетичних електронів, які переносять більшу частину енергії, що виділяється під час сонячних спалахів, адже до RHESSI не було зроблено ні гамма-, ні високоенергетичних рентгенівських знімків сонячних спалахів.

## Обладнання
На борту космічної обсерваторії є рентгенівські телескопи. Крім того, він був оснащений спектрометром, який реєстрував рентгенівське і гамма-випромінювання Сонця. Спостерігав сонячні частки з енергіями від 3 кеВ до 17 кеВ. Також спостерігав гамма-сплески над місцями утворення земних гроз. Маса супутника — 270 кг.

## Після запуску
5 лютого 2002 року, космічну обсерваторію було запущено в космос за допомогою ракети-носія Pegasus XL. 
29 березня 2002 року, RHESSI було перейменовано на честь вченого Реувена Раматі.
Під час своєї місії RHESSI зареєстрував понад 100 000 рентгенівських подій, надавши вченим життєво важливу інформацію про сонячні спалахи та пов'язані з ними викиди корональної маси. Ці події вивільняють енергію, еквівалентну мільярдам мегатонн тротилу, в сонячну атмосферу протягом декількох хвилин і можуть мати вплив на Землю, в тому числі виводячи з ладу електричні системи. Розуміння цих явищ виявилося складним, але дуже важливим для людства.
Тепловізор RHESSI допоміг дослідникам визначити частоту, місцезнаходження і рух частинок, що допомогло їм зрозуміти, куди вони прискорюються. RHESSI також задокументував широкий діапазон розмірів сонячних спалахів, від крихітних наноспалахів до масивних суперспалахів, у десятки тисяч разів більших і вибухонебезпечніших. Космічний апарат навіть зробив відкриття, не пов'язані зі спалахами, наприклад, покращив вимірювання форми Сонця і показав, що земні гамма-спалахи відбуваються частіше, ніж вважалося раніше.
1 жовтня 2018 року, після 16 років роботи, НАСА вивело RHESSI з експлуатації через труднощі зі зв'язком.

## Сходження з орбіти
З осені 2022 року RHESSI почав своє сходження з орбіти на Землю.
19 квітня 2023 року він гіпотетично був помічений у небі над Києвом. Однак, у НАСА заявили, що він все-таки знаходиться на орбіті.
20 квітня 2023 року, о 20:21 за часом східного узбережжя США (03:21 за Києвом), RHESSI увійшов в атмосферу Землі і згорів над пустелею Сахара на півночі Африки.

## Інтернет-ресурси
- RHESSI website by NASA's Goddard Space Flight Center
- HESSI archive website by the Space Sciences Laboratory
- RHESSI data browser by the Space Sciences Laboratory
- RHESSI Science Nuggets, biweekly series explaining recent science results